# アシドドのペスト
『アシドドのペスト』（仏: La Peste d'Asdod、英: The Plague of Ashdod）は、17世紀フランスの巨匠ニコラ・プッサンが1630-1631年ごろ、キャンバス上に油彩で制作した絵画である。『旧約聖書』の「サムエル記上」 (5章1-9) に記述されているアシドドで起こったペストを主題としている。作品は現在、パリのルーヴル美術館に所蔵されている。

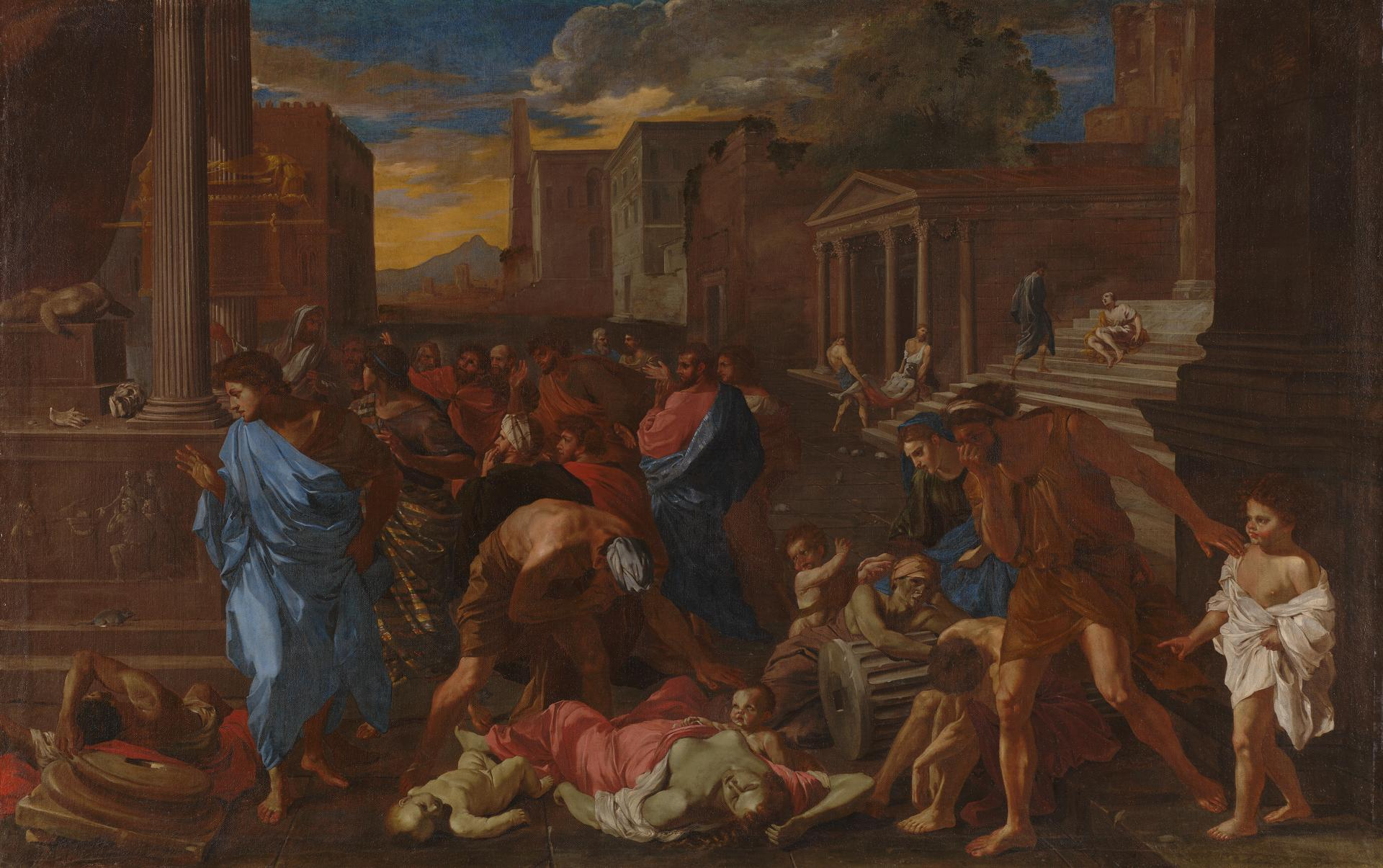
アンジェロ・カロセッリ『アシドドのペスト』

## 歴史
1630年に、プッサンはファブリツィオ・ヴァルグァルネラ (Fabrizio Valguarnera) に本作を依頼され、翌年画家に110エキュが支払われたことが知られている。なお、ヴァルグァルネラはシチリアの商人で、プッサンが本作を制作中にイタリアの画家アンジェロ・カロセッリに複製を作らせた。しかし、ヴァルグァルネラは盗まれた宝石を売った金をこの複製の売却から得た金としたため、マネーロンダリングの咎で裁判にかけられた。本作は、その後、数人の所有者を経て、1665年にフランス国王ルイ14世の所有となり、1785年にルーヴル美術館に入った。

## 概要
「サムエル記上」にある本作の主題は人間の悲劇を扱ったもので、表されている場所はペリシテ人の町アシドドの寺院ダゴンである。ペリシテ人はイスラエル人との戦の最中に、画面左上の２本の円柱の間に置かれた箱 (主の契約の箱) を奪い取ってきた。その箱を運び込んだ寺院に翌朝早く行ってみると、箱の左下に見えるようにダゴンの神像は「主の箱の前にうつむきに倒れ・・・ただ胴体だけとなっていた」という。同時に神は激しく憤り、「老若を問わず町の人々を撃たれたので、彼らの身に腫物ができた」。
それはペストの発生であった。物語のすべての要素がプッサンの絵画に盛り込まれている。画面中景左側に契約の箱が置かれ、その左側に倒れ伏したダゴンの神像がある。寺院の下の街路には、寺院に踏み入ることを怖れる群像が見える。画面のそのほかの部分は疫病の情景である。病気に倒れた者や、病人に奉仕する者たちは、その服装で貴族らしいとか、平民らしいとかいうことが見分けられる。なお、左側下の台座には１匹のネズミが見え、この疫病が「地を荒らすネズミ」とかかわりがあることが暗示されている。
美術史アンソニー・ブラントは、1630年にミラノで発生した実際のペストがプッサンの念頭にあっただろうと指摘している。とはいえ、17世紀には疫病を描いた美術作品は人気のない主題であった。そのようなものを見ると疫病が身体に現れると信じられていたからである。前景中央には死んだ女と、その乳を空しく探る子供の姿がおり、彼らの上に屈みこんでいる男は鼻を覆っているが、それは感染者の息がかかると自身も感染してしまうかもしれないという当時の信念を表している。また、おそらく、死にゆく人々の悪臭があまりにひどく、鼻を覆わなければならないという事実をも表している。
本作は、17世紀以来、人間の情念の描写の見事さゆえに名高い。建築描写については、イタリアのマニエリスム期の建築家セバスティアーノ・セルリオが自身の著『建築』(II) の中に描いたギリシア悲劇の舞台を表した版画が参考にされている。また、画面に描かれている地がエジプトの近くであることが遠景に覗く頂部が欠けたオベリスクから見て取れる。建築描写の技巧は高いが、右端の柱の陰の部分や中景の樹々の葉の描写には不手際も見受けられる。
この絵画で初めて、プッサンは深刻な情動に動かされている人物像を画面の舞台上に満たしてみせた。ここに見られる空間構成の創意は、2点の『サビニの女たちの掠奪』 (メトロポリタン美術館、ルーヴル美術館) など1630年代のプッサンの作品の特徴をなすものとなる。